# Тетеревятское сельское поселение
Тетеревя́тское се́льское поселе́ние  — муниципальное образование в составе Жирновского района Волгоградской области России.
Административный центр — село Тетеревятка.

## История
Тетеревятское сельское поселение образовано 21 февраля 2005 года в соответствии с Законом Волгоградской области № 1009-ОД.

## Население
| 2010 | 2012 | 2013 | 2014 | 2015 | 2016 | 2017 |
| ---- | ---- | ---- | ---- | ---- | ---- | ---- |
| 392  | ↘380 | ↘370 | ↘357 | ↘336 | ↘321 | ↘318 |
| 2018 | 2019 | 2020 | 2021 |      |      |      |
| ↘299 | ↘290 | ↘269 | ↘262 |      |      |      |

## Состав сельского поселения
| № | Населённый пункт | Тип населённого пункта       | Население |
| - | ---------------- | ---------------------------- | --------- |
| 1 | Тетеревятка      | село, административный центр | ↘262      |

### Упразднённые населённые пункты
- Верёвкин — упразднённый в 2005 году хутор[13].